# 片参り
片参り（かたまいり）は、日本の民間信仰で、関係が深い2つ以上の神社や寺のうち、一方だけを参拝すること。伊勢神宮では、内宮と外宮のどちらか一方だけを参拝することを「片参り」と呼び、避けるべきとされている。片参宮（かたさんぐう）ともいう。

## 概要
片参りの組み合わせは様々であるが、特に三重県を中心とした東海地方や近畿地方では、「○○参らば、片参り」といって、お伊勢参りとほかの神社仏閣を組み合わせている事例が多い。

## 例
- 伊勢神宮
  - 内宮と外宮（伊勢神宮）
  - 伊勢神宮と多度大社 - 「お伊勢参らばお多度もかけよ、お多度かけねば片参り」[1]
  - 伊勢神宮と金剛證寺 - 「伊勢へ参らば朝熊を駆けよ、朝熊駆けねば片参り」[2]
  - 伊勢神宮と香良洲神社 - 「お伊勢詣りをして加良須に詣らぬは片参宮」[3]
  - 伊勢神宮と津観音 - 「津観音に参らねば片参り」[4]
  - 伊勢神宮と多賀大社 - 「お伊勢参らばお多賀へ参れ、お伊勢お多賀の子でござる」[5]
  - 伊勢神宮と津島神社 - 「お伊勢参らば津島へ参れ、津島参らば片参り」[6]
  - 伊勢神宮と熊野三山 - 「伊勢に七度熊野に三度、どちらが欠けても片参り」[7]
  - 伊勢神宮と出羽三山 - 「西の伊勢参り、東の奥参り」[8]
- 近畿地方
  - 大神神社と村屋坐彌冨都比賣神社 - 大神神社の妃神を祀っていることから、大神神社の別宮とも称される[9]。
  - 今宮戎神社と敷津松之宮 - 「えびす、だいこく両方詣って本まいり」[10]
  - 日前神宮・國懸神宮と竈山神社と伊太祁󠄀曽神社 - 和歌山の三社参り
- 関東地方
  - 鹿島神宮と息栖神社と香取神宮 - 東国三社参り
  - 佐助稲荷神社と銭洗弁財天宇賀福神社 - 同じ隠れ里の伝説が残っている[11]。
  - 穴守稲荷神社と川崎大師 - 「川崎大師へ詣でるなら、穴守稲荷へも寄らなければ片参り」[12]
  - 穴守稲荷神社と羽田航空神社 - 元々東京国際空港の守護神として並んで祀られていた。
- 中部地方
  - 善光寺と北向観音 - 「善光寺と北向観音が向き合っているため両方参らないと片参り」[13]
  - 善光寺と元善光寺 - 「一度詣れよ元善光寺 善光寺だけでは片詣り」[14]
- 中国・四国地方
  - 出雲大社と美保神社 - 「大社だけでは片詣り」出雲大社の祭神大国主命と美保神社の祭神事代主命は親子であり、両神社に参拝すると「両参り」と言われ、良縁が結ぶという習わしがある[15]。
  - 吉備津神社と吉備津彦神社[16]
  - 金刀比羅宮と由加神社本宮[17]
- 九州地方
  - 上宮と下宮（宇佐神宮）[18]